# Ненапрегнато-затворена ненапрегнато-задна закръглена гласна
Ненапрегнато-затворената ненапрегнато-задна закръглена гласна е гласен звук, срещан в някои говорими езици и представян в международната фонетична азбука (МФА) със символа ʊ. В българския той е обозначаван с „у“ в неударено положение, но изговорен с малко по-предно разположение на езика.
Ненапрегнато-затворената ненапрегнато-задна закръглена гласна се използва в езици като мандарин (红, [xʊŋ˧˥]), немски (Stunde, [ˈʃtʊndə]), руски (сухой, [s̪ʊˈxʷo̞j]).
До 1989 година МФА използва друг символ за този звук наричан „затворена омега“. В американската фонетична нотация се използва символът ⟨ᴜ⟩ (малка столица U). Понякога, особено в свободна транскрипция, тази гласна се изписва с по-опростен символ ⟨u⟩, който технически представлява близката затворена задна закръглена гласна.